# Diócesis de Coímbra
La diócesis de Coímbra (en latín: Dioecesis Colimbricensis y en portugués: Diocese de Coimbra) es una circunscripción eclesiástica de la Iglesia católica en Portugal. Se trata de una diócesis latina, sufragánea de la arquidiócesis de Braga. Desde el 28 de abril de 2011 su obispo es Virgilio do Nascimento Antunes.

## Territorio y organización

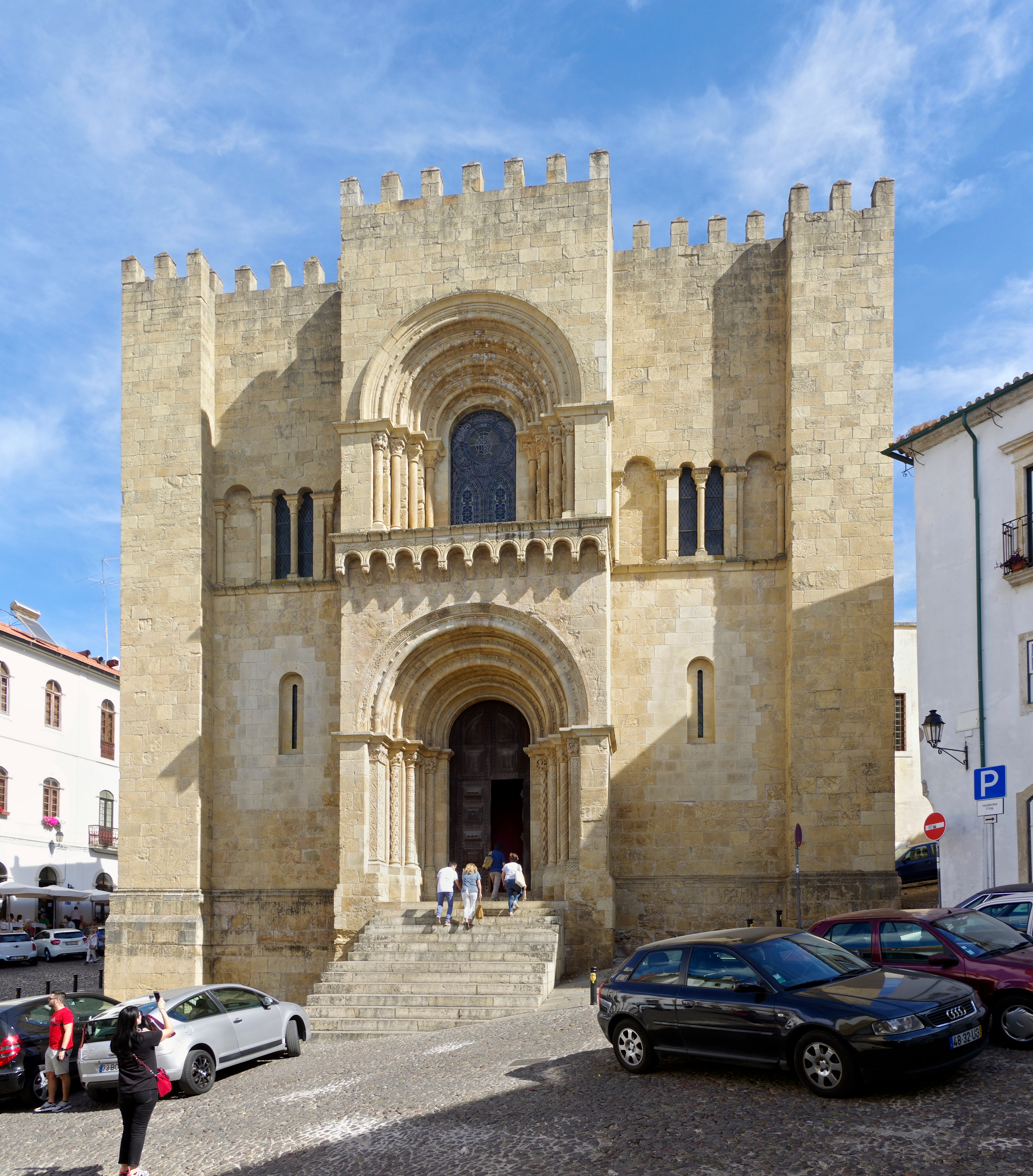
Excatedral de Nuestra Señora de la Asunción

La diócesis tiene 5300 km² y extiende su jurisdicción sobre los fieles católicos de rito latino residentes en el distrito de Coímbra (excepto la fracción de São Gião de Oliveira do Hospital); el municipio de Mealhada en el distrito de Aveiro; Mortágua en el distrito de Viseu; Alvaiázere, Ansião, Castanheira de Pera, Figueiró dos Vinhos, Pedrógão Grande y parte de Pombal en el distrito de Leiria; y Ferreira do Zêzere, en el distrito de Santarém.

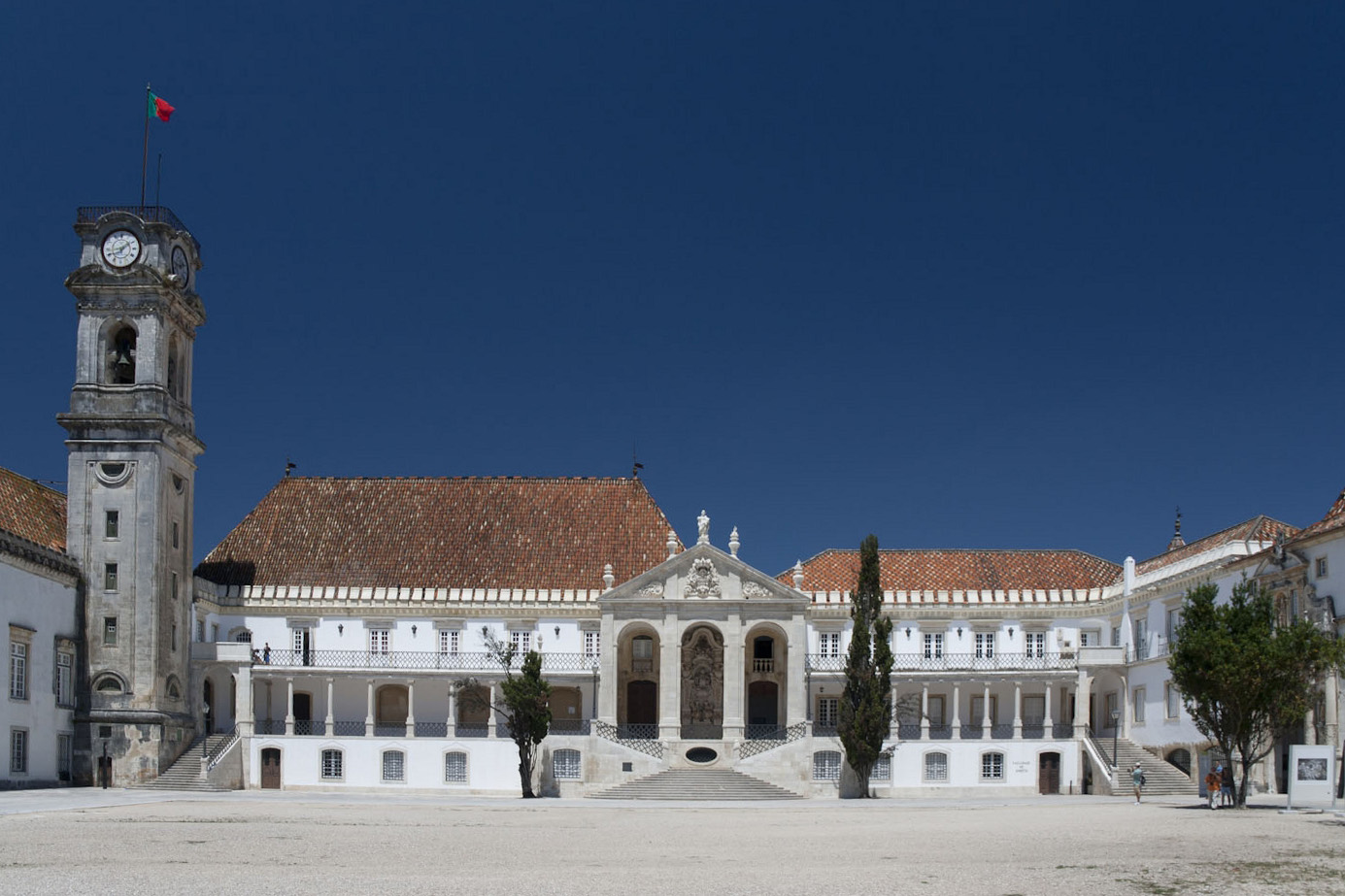
Edificio de la Universidad de Coímbra, confirmada por el papa el 9 de agosto de 1290

La sede de la diócesis se encuentra en la ciudad de Coímbra, en donde se halla la Catedral del Santísimo Nombre de Jesús y la excatedral de Nuestra Señora de la Asunción (conocida como Sé Velha de Coimbra).

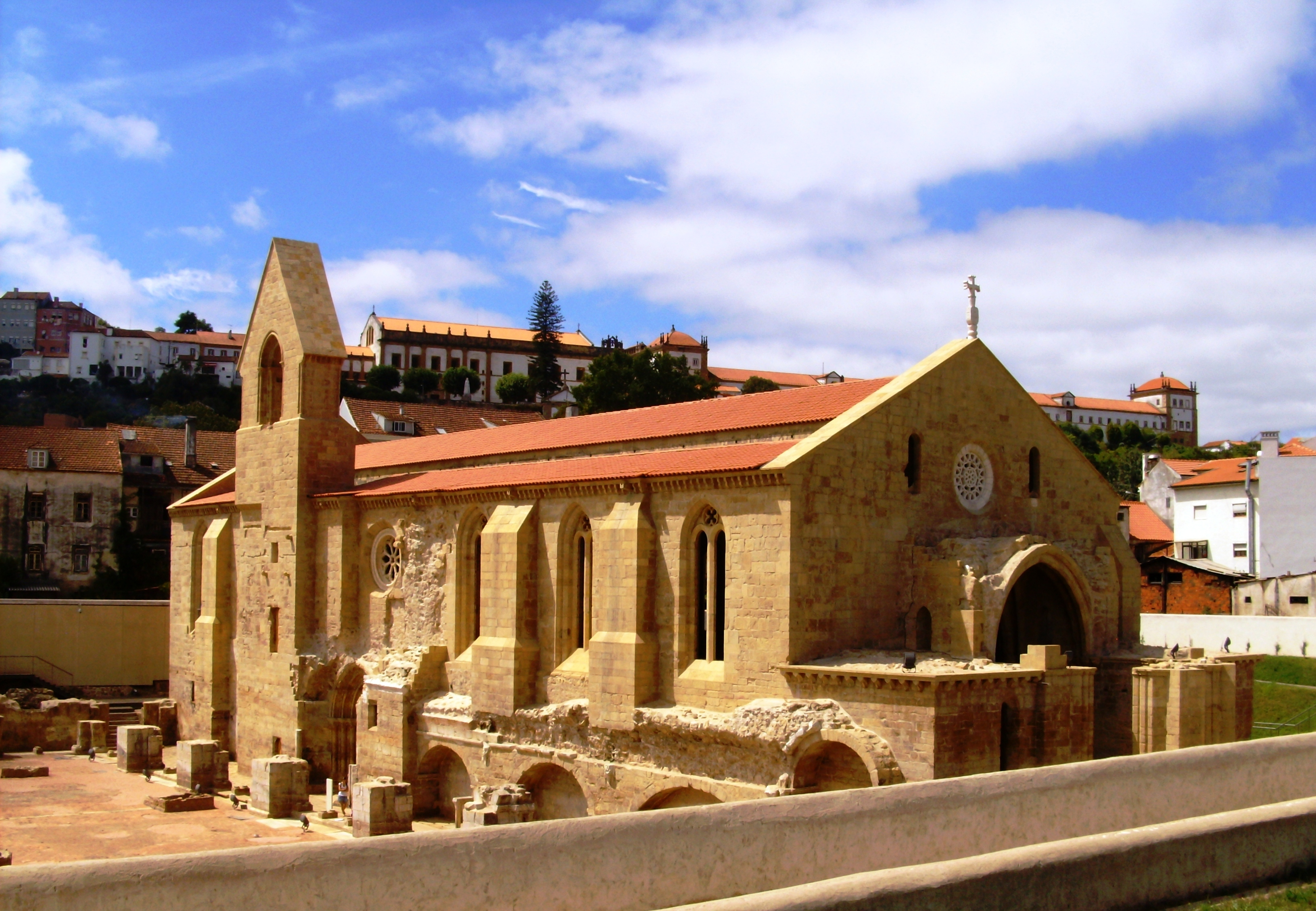
Monasterio de Santa Clara-a-Velha

En 2021 en la diócesis existían 270 parroquias agrupadas en 24 arciprestazgos, a su vez agrupados en 4 zonas pastorales.

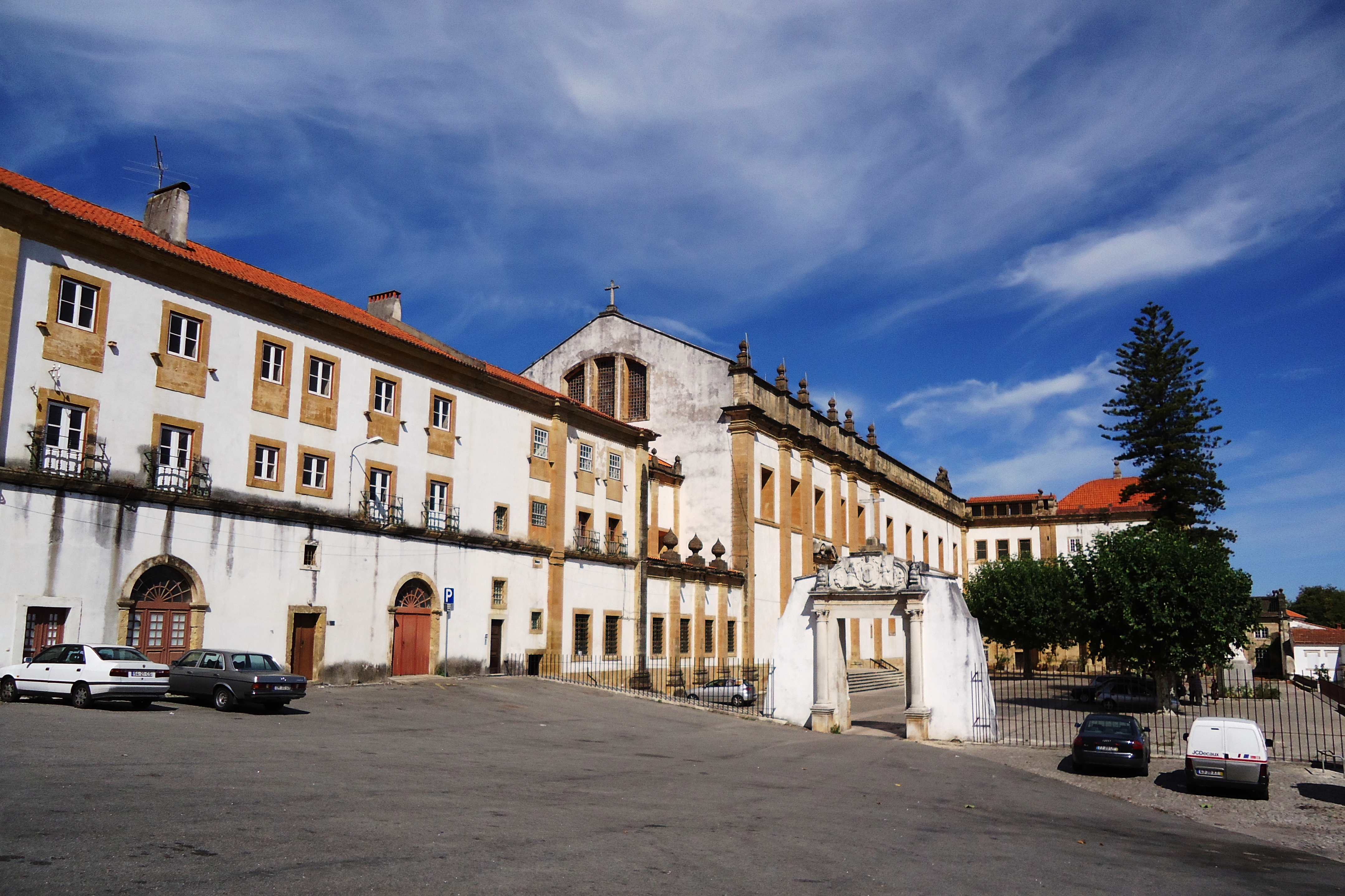
Monasterio de Santa Clara-a-Nova

## Historia

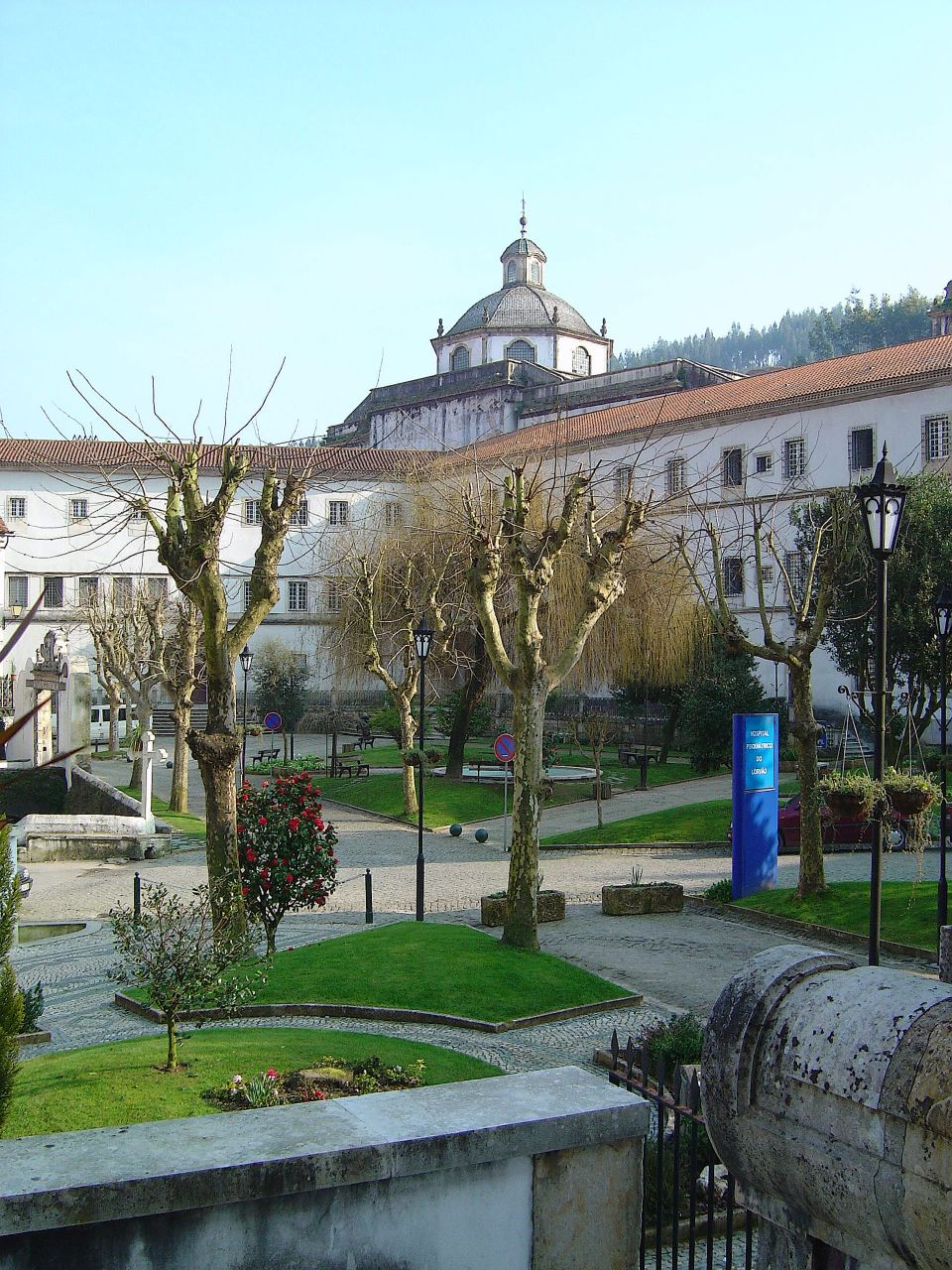
Monasterio de Lorvão

La diócesis de Conímbriga, correspondiente a la actual Condeixa-a-Velha, fue erigida en época romana, aunque no se conocen los nombres de los obispos, como sufragánea de la arquidiócesis de Augusta Emérita (hoy archidiócesis de Mérida-Badajoz), sede metropolitana de la provincia romana de Lusitania. Cuando la ciudad fue conquistada por los suevos en 468, comenzó un período de decadencia que culminó con el traslado del obispado a la cercana Aeminium (Emínio). Los obispos continuaron ostentando el título de episcopi Conimbriensis, y esto llevó a cambiar el nombre de la ciudad de Aeminium en Conímbriga, que en la época árabe se convirtió en Colimbria, de ahí el nombre moderno de Coímbra.
Los primeros obispos históricamente confirmados de esta sede datan sólo de la segunda mitad del siglo VI. El primero es Lucêncio, que participó en 561 y 572 en los concilios provinciales de Braga, a la que Coímbra pertenecía como sufragánea durante el período suevo. Cuando la región fue conquistada y sometida por los visigodos, la diócesis volvió a formar parte de la provincia eclesiástica de la archidiócesis de Augusta Emérita (alrededor del 650). En este período hubo una cierta organización de la diócesis: está atestiguado que en la primera mitad del siglo VII la catedral sancte Marie colimbrie tenía un primicerio, un archidiácono y un arcipreste. El último obispo conocido de esta primera fase de la historia de Coímbra es Emila, que participó en el XIV Concilio de Toledo en 693.
El territorio de la diócesis fue conquistado por los árabes en el 712, quienes lo mantuvieron con una pequeña interrupción hasta el 1064. En ese período, la diócesis siguió manteniendo sus estructuras eclesiásticas y se conocen los nombres de varios obispos, el primero de los cuales es Naustus mencionado desde 867.
Coímbra fue reconquistada a los árabes en 1064, y de inmediato se procedió a la reorganización de la diócesis. Una disputa entre los metropolitanos de Braga y de Santiago de Compostela fue finalmente resuelta en 1199 por el papa Inocencio III, quien sometió la diócesis de Coímbra a la provincia eclesiástica de Braga. En 1086 el obispo Paterno instituyó el cabildo catedralicio y fundó la escuela catedralicia para la formación de clérigos. Con los obispos Maurice Bourdin y Bernardo († 1147) se introdujo la liturgia romana en sustitución de la liturgia mozárabe, abolida en el Concilio de Burgos en 1080. Entre 1140 y 1180 se reconstruyó la antigua catedral de Aeminium, que siguió siendo la catedral de la diócesis hasta 1772, año en que la antigua iglesia de los jesuitas se convirtió en la nueva catedral diocesana. En 1240 se celebró el primer sínodo diocesano conocido, convocado por el obispo Tibúrcio.
Entre finales del siglo XIII y el siglo XIV, la diócesis vivió un momento de gran fervor religioso. El obispo Américo Ebrard († 1295) introdujo la fiesta del Corpus Christi, mientras que Raimundo Ebrard I († 1324) introdujo la solemnidad de la Inmaculada Concepción. Hubo varios monasterios y conventos fundados o refundados en ese período, incluidos los de Lorvão y Vacariça, cerca de Coímbra, y el de la ciudad de Santa Clara. En 1308 se fundó la Universidad de Coímbra, debido al traslado de la sede universitaria desde Lisboa.
El 25 de septiembre de 1472 el rey Alfonso V concedió el título de conde de Arganil al obispo João Galvão y sus sucesores por la valiosa contribución dada por el obispo en la campaña militar en el norte de África, título que se ostentó hasta el obispo Ernesto Sena de Oliveira en el siglo XX.
El 22 de mayo de 1545 cedió una parte de su territorio para la erección de la diócesis de Leiria (hoy diócesis de Leiria-Fátima) mediante la bula Pro excellenti del papa Paulo III.
A mediados del siglo XVII la diócesis se enfrentaba a una situación conflictiva, porque la Santa Sede no reconocía al rey Juan IV y sus nombramientos episcopales no eran confirmados. La vacancia de la sede duró desde 1646 hasta 1670; otro período de vacancia tuvo lugar en el siglo XVIII por un total de 23 años.
Durante el episcopado de Miguel da Anunciação (1740-1779) se fundó el seminario diocesano.
El 12 de abril de 1774 cedió otra porción de su territorio para la erección de la diócesis de Aveiro mediante la bula Militantis ecclesiae del papa Clemente XIV.
Con la reorganización territorial establecida con la bula Gravissimum Christi del papa León XIII el 30 de septiembre de 1881, las diócesis de Leiria y Aveiro fueron suprimidas y su territorio fue agregado a la diócesis. En la misma ocasión, la diócesis de Coímbra cedió una parte de su territorio a la diócesis de Guarda, de modo que contaba con 308 parroquias con 539 836 fieles.
El 17 de enero de 1918 la diócesis de Leiria fue restablecida con la bula Quo vehementius del papa Benedicto XV obteniendo el territorio de la diócesis de Coímbra. El 24 de agosto de 1938 con la bula Omnium ecclesiarum del papa Pío XI fue restablecida la diócesis de Aveiro, con los municipios de Águeda, Anadia, Aveiro, Ílhavo, Oliveira do Bairro y Vagos de la diócesis de Coímbra.
En 1971, con la ayuda de las diócesis de Leiria y Beja, se estableció en Coímbra el Instituto Superior de Estudios Teológicos, afiliado desde 1991 a la facultad de teología de la Universidad Católica Portuguesa.

## Estadísticas
Según el Anuario Pontificio 2022 la diócesis tenía a fines de 2021 un total de 495 490 fieles bautizados.
| Año                                                                             | Población            | Población | Población      | Sacerdotes | Sacerdotes    | Sacerdotes    | Bautizados por sacerdote | Diáconos permanentes | Religiosos | Religiosos | Parroquias |
| Año                                                                             | Bautizados católicos | Total     | % de católicos | Total      | Clero secular | Clero regular | Bautizados por sacerdote | Diáconos permanentes | Varones    | Mujeres    | Parroquias |
| ------------------------------------------------------------------------------- | -------------------- | --------- | -------------- | ---------- | ------------- | ------------- | ------------------------ | -------------------- | ---------- | ---------- | ---------- |
| 1950                                                                            | 547 428              | 571 256   | 95.8           | 262        | 252           | 10            | 2089                     |                      | 11         | 358        | 254        |
| 1970                                                                            | 578 584              | 582 578   | 99.3           | 290        | 260           | 30            | 1995                     |                      | 51         | 550        | 259        |
| 1980                                                                            | 525 600              | 575 000   | 91.4           | 264        | 224           | 40            | 1990                     |                      | 73         | 398        | 265        |
| 1990                                                                            | 588 000              | 597 000   | 98.5           | 243        | 203           | 40            | 2419                     |                      | 75         | 392        | 266        |
| 1999                                                                            | 537 000              | 546 000   | 98.4           | 219        | 178           | 41            | 2452                     |                      | 69         | 365        | 266        |
| 2000                                                                            | 537 000              | 546 000   | 98.4           | 212        | 172           | 40            | 2533                     |                      | 64         | 360        | 266        |
| 2001                                                                            | 537 000              | 546 000   | 98.4           | 209        | 169           | 40            | 2569                     | 6                    | 58         | 332        | 267        |
| 2002                                                                            | 508 000              | 565 000   | 89.9           | 204        | 167           | 37            | 2490                     | 8                    | 56         | 337        | 267        |
| 2003                                                                            | 508 000              | 565 000   | 89.9           | 197        | 159           | 38            | 2578                     | 8                    | 60         | 327        | 264        |
| 2004                                                                            | 508 000              | 565 000   | 89.9           | 194        | 157           | 37            | 2618                     | 8                    | 61         | 302        | 268        |
| 2006                                                                            | 505 000              | 562 000   | 89.9           | 195        | 163           | 32            | 2589                     | 8                    | 54         | 305        | 268        |
| 2013                                                                            | 500 000              | 548 500   | 91.2           | 166        | 134           | 32            | 3012                     | 13                   | 49         | 284        | 269        |
| 2016                                                                            | 500 000              | 548 000   | 91.2           | 160        | 125           | 35            | 3125                     | 13                   | 43         | 268        | 269        |
| 2019                                                                            | 494 950              | 543 500   | 91.1           | 131        | 115           | 16            | 3778                     | 30                   | 27         | 262        | 270        |
| 2021                                                                            | 495 490              | 544 000   | 91.1           | 145        | 118           | 27            | 3417                     | 30                   | 30         | 254        | 270        |
| Fuente: Catholic-Hierarchy, que a su vez toma los datos del Anuario Pontificio. |                      |           |                |            |               |               |                          |                      |            |            |            |